# Hunter bai au bord d'un lac
Hunter bai au bord d'un lac (anglais : Bay Hunter by a Lake)  est une peinture à l'huile du peintre anglais George Stubbs, créée en 1787, et conservée dans la galerie Tate à Londres. 
Il représente un cheval typé hunter, de couleur baie, debout de profil sous un arbre au tronc incliné, devant une pièce d'eau. L'animal a la queue coupée et les oreilles taillées.

## Réalisation
Ce tableau a été créé en 1787,.

## Description

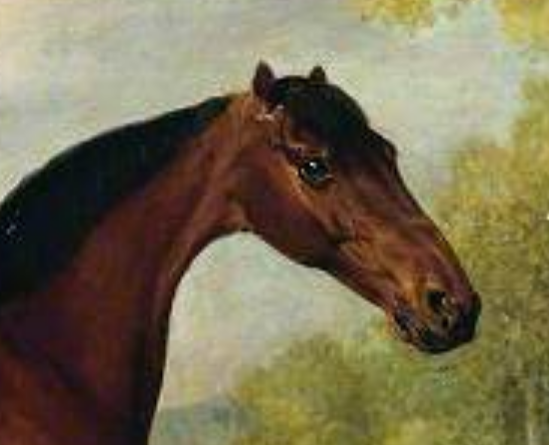
Détail du tableau

C'est le portrait d'un cheval de couleur baie à la queue coupée (dite anglaisée) et aux oreilles taillées. La pratique de la taille des oreilles était controversée à l'époque même de création de la peinture.
La scène dégage une impression générale de tranquillité. Le cheval est dépeint dans un espace spacieux, comportant un lac à l'arrière-plan, mais aussi une église et un village.
L’œuvre mesure 91,4 × 137,2 cm ; il s'agit d'une peinture à l'huile sur panneau. Le tableau est daté et signé sous la forme Geo: Stubbs / 1787.

## Historique
Judy Egerton estime que l'apparence du cheval du portrait, avec ses oreilles taillées et sa queue coupée, a probablement réduit la valeur commerciale du tableau. La peinture a appartenu à la 8e Lord Valentia jusqu'en 1940.
Le collectionneur et entrepreneur américain Paul Mellon en a fait l'acquisition en 1960 puis l'a proposée en 1979 à la galerie Tate, via le British Sporting Art Trust. Ce tableau est en effet mentionné en 1978 dans leur catalogue illustré des acquisitions . Ce tableau est donc conservé depuis dans la galerie Tate de Londres, parmi la collection des peintures britanniques.